# Ареваки
Ареваките (на испански: Arévacos; на латински: Arevaci, ‘Aravaci’; на гръцки: Arevakos, Arvatkos or Areukas) са в предримско време келтско племе, населявало Централна Месете в северните части на Испания. Доминирали в територията на келтиберите от 4 до края на 2 век пр.н.е. Те сключват съюз с вакцеите и други племена с главен град, опидум Нуманция.